# Excedent
L'excedent és la part de la producció que sobra o és restant. En les civilitzacions primitives, aquesta part de la producció es va començar a utilitzar per canviar per altres béns que no tenien. Això va ser resultat de l'especialització dels clans, ja que només disposaven dels productes que ells mateixos produïen, és a dir, necessitaven altres productes i utilitzaven el seu excedent per aconseguir a través del troc. Quan, més tard els clans es van fer sedentaris i produïen tot el que els era necessari per viure, es va dir que eren autosuficient, no necessitaven res més del que ells produïen per sobreviure.
L'intercanvi, que es portava a terme amb l'excedent és la primera manifestació natural del comerç, que es representa així: Mercaderia - Mercaderia.
Actualment, els petits-mitjans productors són autosuficients, és a dir, venen una part de la seva producció, i l'altra la guarden per a consum propi, o viceversa, consumeixen ells mateixos una banda, i la que els sobra la venen. Molts petits agricultors pobres han de vendre el seu excedent a un preu injust a grans multinacionals, i aquest preu no és proporcional al treball que ells han realitzat.

## Excedent del consumidor

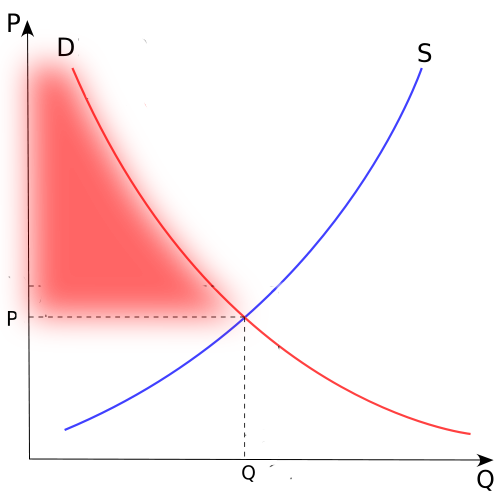
L'excedent del consumidor és la zona marcada de color vermell

És la diferència entre la quantitat màxima que un consumidor pot pagar per una quantitat determinada d'un bé i el que finalment paga per aquesta quantitat.

## Excedent del productor
És l'ingrés total que es paga als productors per un bé, menys el cost variable total que els representa produir aquest bé. Aquesta àrea representada en el gràfic és el preu de mercat menys el cost marginal de cada unitat produïda.